# Hút mỡ
Hút mỡ là một loại thủ tục loại bỏ mỡ được sử dụng trong phẫu thuật thẩm mỹ. Bằng chứng không hỗ trợ ảnh hưởng đến cân nặng trong một vài tháng và nó dường như không ảnh hưởng đến các vấn đề liên quan đến béo phì. Ở Hoa Kỳ, đây là loại phẫu thuật thẩm mỹ được thực hiện phổ biến nhất.
Các biến chứng nghiêm trọng bao gồm huyết khối tĩnh mạch sâu, thủng cơ quan, chảy máu và nhiễm trùng. Cái chết xảy ra trong khoảng một phần mười ngàn trường hợp.
Phẫu thuật có thể được thực hiện với gây mê toàn thân, khu vực hoặc địa phương. Sau đó, nó liên quan đến việc sử dụng ống thông và áp lực tiêu cực để hút chất béo. Nó được cho là hoạt động tốt nhất trên những người có trọng lượng bình thường và da có độ đàn hồi tốt.
Trong khi các tế bào mỡ được hút vĩnh viễn biến mất, sau một vài tháng, lượng mỡ trong cơ thể nói chung sẽ trở lại mức như trước khi điều trị. Điều này sẽ diễn ra dù người bệnh có duy trì chế độ ăn kiêng và chế độ tập thể dục trước đó. Trong khi chất béo trở lại phần nào cho khu vực được điều trị, hầu hết các chất béo tăng lên xảy ra ở vùng bụng. Mỡ nội tạng ⁠- lượng mỡ xung quanh các cơ quan nội tạng - sẽ tăng lên, và điều này có liên quan đến các bệnh kéo dài suốt đời như tiểu đường, đột quỵ và đau tim.

## Phẫu thuật hút mỡ thẩm mỹ
Có hai mục đích sử dụng khác nhau cho phẫu thuật hút mỡ: hút mỡ thẩm mỹ để thay đổi dáng dấp hoặc hình dạng cơ thể và hút mỡ tái tạo, cần thiết từ mặt y tế. Các mục đích tái tạo bao gồm điều trị lipedema, để loại bỏ mỡ thừa trong tình trạng y tế mãn tính hội chứng nứt lý, và để loại bỏ u mỡ từ các vùng trên cơ thể.
Phẫu thuật hút mỡ thẩm mỹ không nên được sử dụng như một kế hoạch giảm cân, mà để cải thiện thẩm mỹ và hình dáng của các phần cơ thể. Lợi ích từ phẫu thuật hút mỡ thẩm mỹ có vẻ chỉ kéo dài ngắn hạn và không có tác động lâu dài đáng kể. Sau vài tháng, mỡ thường trở lại và phân phối lại trên cơ thể. Phẫu thuật hút mỡ không giúp điều trị các rối loạn chuyển hóa liên quan đến béo phì như sự kháng insulin. Thực tế là hiệu quả của phẫu thuật hút mỡ chỉ kéo dài ngắn hạn, không thể dựa vào nó để cải thiện vẻ bề ngoài của cơ thể hay hình dáng của nó.

## Lịch sử
Năm 1977, Fischer và Fischer đã xem xét 245 trường hợp sử dụng công cụ planotome để điều trị tình trạng gân nổi ở các vùng bên hông đùi (vùng hông-đùi). Tỉ lệ xảy ra tình trạng tạo mủ là 4,9%, mặc dù đã thực hiện việc hút mủ qua các ống thông mạch cắt mổ và áp lực băng bó; 2,0% trong số các trường hợp xuất hiện tình trạng hình thành giả-u mà yêu cầu loại bỏ nang (u) thông qua một vết cắt lớn hơn (khoảng 5 mm) và sử dụng planotome.
Các kỹ thuật tương đối hiện đại để tạo hình cơ thể và loại bỏ mỡ đầu tiên được thực hiện bởi một bác sĩ phẫu thuật người Pháp, Charles Dujarier, nhưng một trường hợp năm 1926 dẫn đến cắt cụt chân của một vũ công người Pháp do việc loại bỏ mô quá mức và buộc chỉ quá chặt đã làm giảm sự quan tâm đến tạo hình cơ thể trong nhiều thập kỷ.
Phương pháp hút mỡ đã phát triển từ công việc của các bác sĩ vào cuối những năm 1960 tại châu Âu, sử dụng các kỹ thuật để cắt bỏ mỡ, nhưng giới hạn trong các vùng không có nhiều mạch máu do lượng chảy máu mà kỹ thuật gây ra. Vào giữa những năm 1970 tại Rome, Arpad và Giorgio Fischer đã tạo ra kỹ thuật sử dụng một ống mềm được kết nối với máy hút; họ chỉ sử dụng nó để loại bỏ mỡ trên đùi bên ngoài. Yves-Gérard Illouz và Fournier mở rộng công việc của gia đình Fischer lên toàn bộ cơ thể, và họ đã sử dụng nhiều loại ống mềm khác nhau để thực hiện điều này. Sau đó, Illouz đã phát triển kỹ thuật "ẩm ướt" trong đó mô mỡ được tiêm dung dịch muối và hyaluronidase, giúp tan mô giữ mỡ trước khi hút. Lidocaine cũng được thêm vào như một chất gây tê cục bộ. Fournier cũng khuyến nghị sử dụng áp lực sau phẫu thuật và đi du lịch giảng dạy để lan rộng kỹ thuật này. Ở châu Âu, các phẫu thuật viên thực hiện các thủ tục dưới gây mê toàn thân; trong những năm 1980, các bác sĩ da liễu Mỹ tiên phong phương pháp cho phép sử dụng chỉ gây tê cục bộ. Jeffrey Klein đã công bố một phương pháp được biết đến là "tumescent" trong đó một lượng lớn lidocaine rất loãng được tiêm, kèm theo epinephrine để giúp kiểm soát chảy máu thông qua co mạch và sodium bicarbonate như một chất cân bằng.
Vào năm 2015, phẫu thuật hút mỡ vượt qua phẫu thuật nâng ngực là thủ tục thẩm mỹ phổ biến nhất được thực hiện ở Hoa Kỳ.

## Hút mỡ tái tạo, cần thiết từ mặt y tế
Có nhiều bài viết và tài liệu nhắc đến hút mỡ như là "thẩm mỹ" và không được bảo hiểm y tế thanh toán. Hầu hết thông tin này đã lỗi thời. Nếu tài liệu hỗ trợ hút mỡ cho một lý do y tế (lipedema, lymphedema, lipoma) là tái tạo và không phải là nghiên cứu, thử nghiệm hoặc chưa được chứng minh, thì yêu cầu đó là cần thiết y tế và nên được thanh toán. Mặc dù hầu hết các công ty bảo hiểm có thể từ chối yêu cầu ban đầu, nhiều trường hợp có thể được chấp nhận sau khi kháng cáo nếu tài liệu và nhu cầu của bệnh nhân đáp ứng tiêu chí cho phẫu thuật tái tạo.
Các kỹ thuật và thuật ngữ dưới đây: tumescent, lymph-sparing, Tumescent Local Anesthesia (TLA), Water-Assisted Liposuction (WAL), Power-Assisted Liposuction (PAL), Laser-Assisted Liposuction (LAL) đều áp dụng cho phẫu thuật hút mỡ tái tạo, cần thiết từ mặt y tế.

## Các kỹ thuật

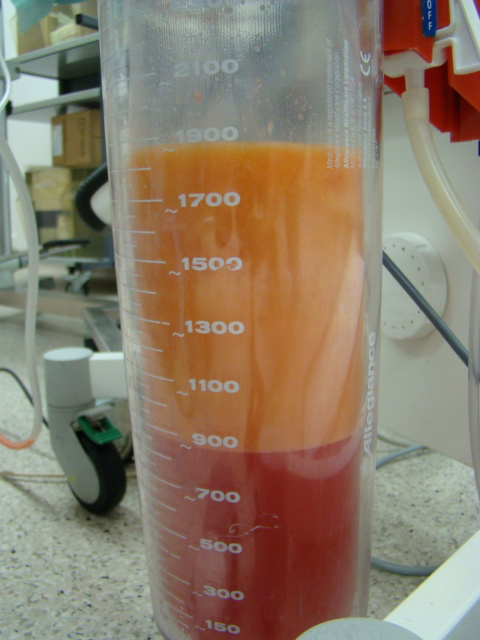
Chất hút sau phẫu thuật hút mỡ

Nói chung, mỡ được loại bỏ thông qua một ống mềm (ống rỗng) và một máy hút (thiết bị hút). Các kỹ thuật hút mỡ có thể được phân loại dựa trên lượng dung dịch được tiêm và cơ chế hoạt động của ống mềm. Nếu mỡ đã loại bỏ được sử dụng như chất làm đầy cho khuôn mặt, môi hoặc ngực, việc hiểu rõ kỹ thuật cụ thể được sử dụng để loại bỏ mỡ là quan trọng. Có nhiều loại phẫu thuật hút mỡ (hút mỡ bụng). Một số có thể được mô tả là các kỹ thuật hoặc phương pháp. Các kỹ thuật hút mỡ này được phân loại dựa trên loại năng lượng được sử dụng để làm tan mỡ. Thông thường, các bác sĩ phẫu thuật sẽ sử dụng hai hoặc nhiều kỹ thuật khác nhau dưới đây trong cùng một phiên làm việc.

### Hút mỡ hỗ trợ bằng máy hút (SAL)
Đây là thuật ngữ chung nhất cho phẫu thuật hút mỡ. Trong sách hướng dẫn CPT, nó được gọi là "lipectomy hỗ trợ bằng máy hút" và bao gồm các mã: 15876–15879.

### Micro-cannula
Đây không phải là một kỹ thuật cụ thể mà là đường kính của ống mềm, một ống thép không gỉ được đưa vào mỡ dưới da thông qua một lỗ nhỏ hoặc vết cắt trên da. Đường kính bên ngoài của các micro-cannula dao động từ 1 mm đến 3 mm.

### Hút mỡ bảo vệ mạch bạch huyết
Kỹ thuật này không đòi hỏi một cái cây cụ thể và thường được thực hiện với hút mỡ tươi cùng với WAL (phía dưới). Nó ám chỉ đến kỹ thuật phẫu thuật cụ thể, kỹ năng của bác sĩ và quá trình đào tạo rộng rãi độc đáo để loại bỏ mỡ liệt dạ.  Bởi vì phạm vi khác nhau giữa việc loại bỏ mỡ liệt dạ so với tạo hình thẩm mỹ, nếu không bàn về việc bảo vệ mạch bạch huyết trong các ghi chú phẫu thuật, một ủy ban xem xét tính cần thiết y tế có thể quyết định rằng thủ thuật "có nguy cơ đối với hệ thống bạch huyết."

### Gây tê tại chỗ bằng phương pháp tăng tụ (TLA) / phẫu thuật hút mỡ tươi
Điều này có thể được đề cập theo cả hai cách trên, nhưng kỹ thuật là giống nhau. Đây là một kỹ thuật gây tê được khuyến nghị cho phẫu thuật hút mỡ bảo vệ mạch bạch huyết. Hút mỡ tươi đề cập đến việc sử dụng gây tê trong quá trình hút mỡ. Từ "tumescent" có nghĩa là sưng phồng và cứng. Bằng cách tiêm một lượng lớn lidocaine rất loãng (chất gây tê cục bộ) và epinephrine (chất co mạch máu) vào mỡ dưới da, mô mục tiêu trở nên sưng phồng và cứng, hay còn gọi là tumescent. Kỹ thuật này không đòi hỏi một cây cụ thể hoặc đặc biệt.

### Hút mỡ bằng công nghệ hỗ trợ bằng điện (PAL)
Được gọi là "ống mềm rung" trong các nghiên cứu nghiên cứu, PAL sử dụng một loại cây cụ thể tạo ra chuyển động lên xuống rung tương tự ống mềm để loại bỏ mỡ nhiều hơn. So với phẫu thuật hút mỡ chỉ dùng máy hút, PAL yêu cầu ít năng lượng hơn để bác sĩ thực hiện và đồng thời cũng đem lại hiệu quả loại bỏ mỡ lớn hơn. Nó thường được sử dụng cho các vùng khó khăn, phẫu thuật lại, vùng bị sẹo, và khi thu hoạch một lượng lớn mỡ để chuyển sang các vùng khác.
Lưu ý rằng các kỹ thuật có thể kết hợp; ví dụ, người ta có thể gọi thủ thuật là "phẫu thuật hút mỡ bảo vệ mạch bạch huyết, tươi tạo bằng ống mềm rung (PAL) để điều trị lipedema."

### Hút mỡ hỗ trợ bằng nước (WAL)
Đây là một kỹ thuật cụ thể và một cây cụ thể thường được sử dụng cho các bệnh nhân cần phẫu thuật hút mỡ bảo vệ mạch bạch huyết cho lipedema. Mỡ lipedema được loại bỏ bằng một dòng nước hình quạt, trong đó có chất gây tê. Khác với phẫu thuật hút mỡ tươi tạo trên, nơi dung dịch gây tê được tiêm riêng biệt và trước đó, cây cụ WAL không chỉ tiêm dung dịch mà còn hút mỡ. Hệ thống Water-Assisted Liposuction (BodyJet) là một ví dụ.

### Hút mỡ xơ-bạch huyết-xơ hút (FLLA)
Thuật ngữ hiếm và độc đáo này để chỉ phẫu thuật hút mỡ cho lipedema được sử dụng trong một bài báo cụ thể của Campisi, Fibro-Lipo-Lymph-Aspiration With a Lymph Vessel Sparing Procedure to Treat Advanced Lymphedema After Multiple Lymphatic-Venous Anastomoses: The Complete Treatment Protocol. Thuật ngữ này nhấn mạnh sự độc đáo của quy trình phục hình so với quy trình thẩm mỹ. Mọi thứ về ứng dụng hút phẫu thuật thông qua ống mềm khác biệt so với việc hút mỡ thông thường. Mục tiêu của FLLA là giảm triệu chứng như đau đớn, cải thiện khả năng vận động và chất lượng cuộc sống, và ngăn chặn sự tiến triển bệnh.
Chỉ sử dụng ống mềm cùn nhỏ, chú trọng không gây thương tổn cho mạch bạch huyết đã bất thường và nguy cơ bị tổn thương tăng lên. Chỉ sử dụng hướng dọc của ống mềm ở các vị trí quan trọng. Trước phẫu thuật, cấu trúc mạch bạch huyết quan trọng được quét và đánh dấu. Phẫu thuật FLLA tốn nhiều thời gian hơn so với phẫu thuật thẩm mỹ, thường yêu cầu từ 4 đến 5 giờ cho mỗi phần cơ thể; khối lượng chất hút được loại bỏ cũng lớn hơn so với hút mỡ thẩm mỹ.
Lợi ích đối với chức năng bạch huyết không chỉ đến từ việc loại bỏ mô mỡ dưới da, mà còn từ việc loại bỏ tất cả các thành phần của mô liên kết xốp bao gồm việc loại bỏ xơ cứng trong không gian liên kết.

### Hút mỡ hỗ trợ bằng siêu âm (UAL)
Các kỹ thuật hút mỡ hỗ trợ bằng siêu âm được sử dụng vào những năm 1980 và 1990 liên quan đến các trường hợp tổn thương mô, thường do tiếp xúc quá mức với năng lượng siêu âm. Các thiết bị UAL thế hệ thứ ba giải quyết vấn đề này bằng cách sử dụng công nghệ phát năng lượng xung và một đầu dò chuyên dụng cho phép các bác sĩ loại bỏ mỡ thừa một cách an toàn. UAL có lợi ích đối với những người có màu da cụ thể, trong việc hút mỡ ở các khu vực khó loại bỏ mỡ, bao gồm điều trị tăng ngực ở nam giới (gynecomastia) hoặc khi thực hiện hút mỡ phụ sau phẫu thuật trước.

### Hút mỡ hỗ trợ bằng laser (LAL)
Được gọi là Smart Lipo, kỹ thuật này sử dụng công nghệ laser để đông cứng và làm săn chắc da và tăng hiệu suất collagen. Sử dụng trong trường hợp "mắt cá", phẫu thuật giảm khối lượng cho bệnh tình viêm da quanh đường hô hấp  và lipedema.

### Cryolipolysis hoặc đông lạnh mỡ
Được bán dưới tên thương hiệu CoolSculpting, cryolipolyis không phải là một loại hút mỡ mà là một phương pháp giảm mỡ không phẫu thuật bằng cách đông lạnh tế bào mỡ; đây là một phương pháp không xâm lấn đã được FDA chấp thuận, sử dụng lạnh để làm gián đoạn tế bào mỡ dưới da. Năng lượng đông lạnh này tạo thành tinh thể và sau đó giết chết các tế bào mỡ đã được chọn mục tiêu mà không làm hại các mô khỏe mạnh xung quanh. Các quá trình trao đổi chất trong cơ thể làm loại bỏ các tế bào mỡ đã chết. Coolsculpting không được khuyến nghị cho những người mắc bệnh lipedema, chứng phù nề hoặc các tình trạng ảnh hưởng đến hệ thống bạch huyết. Người mẫu Linda Evangelista đã bị biến dạng sau một ca cryolipolysis.

### Hút mỡ hỗ trợ bằng tần số radio (RFAL)
Hút mỡ hỗ trợ bằng tần số radio, còn được gọi là RFAL, là một phương pháp mới được sử dụng bằng năng lượng nhiệt để làm săn chắc da và loại bỏ mỡ thừa. Trong kỹ thuật này, sóng radio với tần số cụ thể được sử dụng để làm tan mỡ.

### Chăm sóc sau phẫu thuật - Mũi chỉ
Các bác sĩ không đồng ý với vấn đề vết sẹo khi không chỉ khâu so với việc giải quyết sự phình to của vết thương bằng cách để các vết thương mở để dòng chảy chất lỏng. Khâu chỉ thường được sử dụng với ống hút lớn. Vì các cắt nhỏ và lượng chất lỏng phải thoát ra lớn, một số bác sĩ chọn để để các vết thương mở, trong khi những người khác chỉ khâu một phần, để tạo không gian cho chất lỏng thoát ra.

## An toàn và nguy cơ
Hút mỡ được coi là rất an toàn, tuy nhiên không phải tất cả các phẫu thuật hút mỡ đều như nhau. Hút mỡ mức nhỏ (<1.000 cc) được thực hiện khi tỉnh táo khác với hút mỡ mức lớn (>5.000 cc, trong một số trường hợp 10.000 cc) được thực hiện dưới sự gây mê và phải nằm viện.
Suction-assisted lipectomy (hay còn được gọi là hút mỡ) đã được xác định từ cơ sở dữ liệu Tracking Operations and Outcomes for Plastic Surgeons (TOPS) do Hiệp hội Phẫu thuật Thẩm mỹ Mỹ (ASPS) duy trì. ASPS duy trì một cơ sở dữ liệu đăng ký các trường hợp phẫu thuật thẩm mỹ gọi là TOPS (Tracking Operations & Outcomes for Plastic Surgeons), đây là cơ sở dữ liệu lớn nhất về các trường hợp phẫu thuật thẩm mỹ. Cơ sở dữ liệu TOPS chỉ là tự nguyện, không công khai và không theo dõi các trường hợp dài hạn hoặc nhận chứng và kinh nghiệm từ bệnh nhân, chỉ từ các bác sĩ kiếm lời từ việc thực hiện hút mỡ.
Dựa trên cơ sở dữ liệu này, không có trường hợp tử vong nào được tìm thấy trong khoảng 4.500 trường hợp được thực hiện bởi các bác sĩ phẫu thuật thẩm mỹ. Tuy nhiên, các bác sĩ không phẫu thuật thẩm mỹ không được bao gồm trong này.
Trong nghiên cứu của Chow I. và đồng nghiệp (2015), 69 trong số 4.534 bệnh nhân (1,5%) thỏa điều kiện bao gồm đã gặp biến chứng sau phẫu thuật. Kết luận của họ là: Hút mỡ do các bác sĩ phẫu thuật thẩm mỹ chứng minh là an toàn, với nguy cơ biến chứng gây nguy hiểm tính mạng thấp. Ngưỡng mức thể tích hút mỡ truyền thống không thể truyền đạt chính xác nguy cơ cá nhân. Mô hình đánh giá nguy cơ của tác giả cho thấy thể tích hút mỡ vượt quá 100 ml trên mỗi đơn vị chỉ số khối cơ thể sẽ tăng nguy cơ biến chứng.
Có một loạt các biến chứng có thể xảy ra do bất kỳ phẫu thuật hút mỡ nào. Rủi ro tăng lên khi các vùng được điều trị chiếm một phần lớn diện tích cơ thể, các vết cắt nhiều, lượng mô loại bỏ lớn và phẫu thuật đồng thời được thực hiện cùng một lúc. Để giải quyết các vấn đề về an toàn, vào năm 2009, Hội Phẫu thuật Thẩm mỹ Mỹ (ASPS) đã công bố "Lời khuyên về An toàn Dựa trên Bằng chứng cho Bệnh nhân: Hút mỡ".
Tài liệu gồm 17 trang này đề cập đến các vấn đề an toàn quan trọng và đưa ra các khuyến nghị. Ngoài ra, sự gia tăng của các kỹ thuật tự nhiên hoá và bảo tồn bạch huyết đã có tác động tích cực đến việc giảm thiểu các biến chứng. Trong một bài báo năm 2009, tác giả đã tìm thấy từ một loạt 3.240 thủ thuật, không có trường hợp tử vong xảy ra và không có biến chứng đòi hỏi nhập viện. Trong chín trường hợp, đã xảy ra biến chứng cần đến hành động tiếp theo. Kết luận là hút mỡ sử dụng độc quyền Gây tê Tumescent Local Anesthesia (TLA) là một thủ tục an toàn đã được chứng minh miễn là tuân thủ kỹ lưỡng các hướng dẫn hiện có.
Một số tác dụng phụ và biến chứng bao gồm, nhưng không giới hạn ở những điểm sau đây:
- Đau, có thể là tạm thời hoặc mạn tính.
- Sự phân phối lại mỡ sau hút mỡ hoặc tăng cân sau hút mỡ.
- Vết thâm.
- Nhiễm trùng.
- Mầm mống có thể xảy ra khi mỡ được giải phóng vào máu thông qua các mạch máu bị vỡ trong quá trình hút mỡ. Mảnh mỡ có thể lọt vào phổi, hoặc thậm chí não. Mầm mống mỡ có thể gây tàn tật vĩnh viễn hoặc trong một số trường hợp có thể gây tử vong.
- Thủng thực quản (thủng các cơ quan bên trong) có thể yêu cầu phẫu thuật để sửa chữa. Chúng cũng có thể gây tử vong.
- Sự tích tụ dịch, gọi là sẹo, là hiện tượng tạo thành các ngăn dịch, chất lỏng màu vàng sệt từ máu, ở những vùng mô đã được loại bỏ.[59]
- Paresthesias (thay đổi trong cảm giác có thể do tê thần) là sự thay đổi cảm giác tại khu vực được hút mỡ. Điều này có thể là sự tăng cường nhạy cảm (đau) hoặc tê ở khu vực đó. Trong một số trường hợp, sự thay đổi trong cảm giác này có thể là vĩnh viễn, mặc dù đa số bệnh nhân bình thường hồi phục trong vòng vài tuần.[59]
- Sưng tấy, trong một số trường hợp, có thể kéo dài trong vài tuần hoặc thậm chí vài tháng sau hút mỡ.
- Necrosis da xảy ra khi da trên vùng được hút mỡ thay đổi màu sắc và rơi rụng. Vùng da phế thải lớn có thể bị nhiễm trùng bởi vi khuẩn hoặc vi sinh vật.
- Bỏng có thể xảy ra trong quá trình hút mỡ kỹ thuật với sự hỗ trợ của sóng siêu âm nếu đầu dò siêu âm trở nên nóng.
- Mất cân bằng dịch có thể ảnh hưởng đến bệnh nhân sau khi trở về nhà. Tình trạng này có thể dẫn đến các vấn đề nghiêm trọng như vấn đề tim, dịch dồn nhiều vào phổi hoặc vấn đề về thận.
- Độc tính từ gây tê do sử dụng lidocaine, một loại thuốc gây tê da, có thể gây chóng mặt, hồi hộp, buồn ngủ, nghe tiếng kêu trong tai, nói lắp, cảm giác kim loại trong miệng, tê môi và lưỡi, run rẩy, co giật cơ và co giật. Sử dụng lidocaine đã được liên kết với các trường hợp tử vong sau hút mỡ.[60]
- Vết sẹo tại vị trí cắt thường nhỏ và mờ đi theo thời gian, mặc dù có thể có những vết sẹo lớn hơn hoặc nổi bật hơn.
- Deformities về hình dạng cơ thể có thể xảy ra tại vị trí hút mỡ sau thủ tục cho khoảng 20% bệnh nhân.[59]
- Tử vong

Các biến chứng nghiêm trọng bao gồm tắc động mạch sâu, thủng cơ quan, chảy máu và nhiễm trùng. Tử vong xảy ra trong khoảng một trường hợp trên mười nghìn trường hợp.